# マイケル・デン・ヘイジャー
マイケル・ジェームズ・デン・ヘイジャー（Michael James Den Heijer、1996年4月14日 - ）は、ニュージーランド・オークランド出身のサッカー選手。『マイケル・デンハイヤー』と表記されることもある。

## 来歴
元ニュージーランド代表のウィントン・ルーファーが主宰するサッカークラブ「ウィナーズ（Wynrs）」のアカデミーで育ち、宮澤浩らの指導を受ける。現在でも人生で一番の指導者に、宮澤の名前をあげている。
2013年のFIFA U-17ワールドカップに出場。2013-2014シーズンはワンダラーズSC に選手登録され、ニュージーランド・フットボールチャンピオンシップで13試合に出場し、2得点を挙げた。
2014年3月、「（ウィナーズの交流プログラムで）柏レイソルのアカデミーの練習に何回か参加して、どうしてもここでサッカーを学びたいと思った」ことから、柏日体高等学校の留学制度を利用して単身来日し、柏レイソルU-18に加入。同年のプレミアリーグEASTでは主にスーパーサブとして起用され、クラブ史上初の優勝に貢献した。
ニュージーランドへ帰国後の2015年2月、オークランド・シティFCに加入。同年のOFCチャンピオンズリーグを制し、12月にはFIFAクラブワールドカップ2015出場のため1年ぶりの来日を果たしたが、出場機会はなかった。
2016年8月、NECナイメヘンのリザーブチームに加入。

## 所属クラブ
- ウィナーズ
- 2014年 柏レイソルU-18（柏日体高等学校）
- 2015年 - 2016年 オークランド・シティFC
- 2016年 - 2017年 NECナイメヘン（リザーブチーム）
- 2017年 - 2019年 NECナイメヘン
- 2019年 - 2020年 SV DFS
- 2020年 - 1.FCクレーフェ

## 個人成績
| 国内大会個人成績 | 国内大会個人成績 | 国内大会個人成績 | 国内大会個人成績 | 国内大会個人成績 | 国内大会個人成績 | 国内大会個人成績 | 国内大会個人成績 | 国内大会個人成績 | 国内大会個人成績 | 国内大会個人成績 | 国内大会個人成績 |
| 年度             | クラブ           | 背番号           | リーグ           | リーグ戦         | リーグ戦         | リーグ杯         | リーグ杯         | オープン杯       | オープン杯       | 期間通算         | 期間通算         |
| 年度             | クラブ           | 背番号           | リーグ           | 出場             | 得点             | 出場             | 得点             | 出場             | 得点             | 出場             | 得点             |
| ニュージーランド | ニュージーランド | ニュージーランド | ニュージーランド | リーグ戦         | リーグ戦         | リーグ杯         | リーグ杯         | オープン杯       | オープン杯       | 期間通算         | 期間通算         |
| ---------------- | ---------------- | ---------------- | ---------------- | ---------------- | ---------------- | ---------------- | ---------------- | ---------------- | ---------------- | ---------------- | ---------------- |
| 2013-14          | ワンダラーズ     | 8                | NZFC             | 13               | 2                | -                | -                | -                | -                | 13               | 2                |
| 2014-15          | オークランド     | 25               | NZFC             | 2                | 0                | -                | -                | -                | -                | 2                | 0                |
| 2015-16          | オークランド     | 8                | NZFC             | 11               | 1                | -                | -                | -                | -                | 11               | 1                |
| 通算             | ニュージーランド | ニュージーランド | NZFC             | 15               | 3                | -                | -                | -                | -                | 15               | 2                |
| 総通算           | 総通算           | 総通算           | 総通算           | 26               | 3                | -                | -                | -                | -                | 26               | 3                |

| 国際大会個人成績 | 国際大会個人成績 | 国際大会個人成績 | 国際大会個人成績 | 国際大会個人成績 | FIFA      | FIFA      |
| 年度             | クラブ           | 背番号           | 出場             | 得点             | 出場      | 得点      |
| OFC              | OFC              | OFC              | OFC CL           | OFC CL           | クラブW杯 | クラブW杯 |
| ---------------- | ---------------- | ---------------- | ---------------- | ---------------- | --------- | --------- |
| 2014-15          | オークランド     | 25               | 1                | 0                | -         | -         |
| 2015-16          | オークランド     | 8                | 1                | 0                | -         | -         |
| 通算             | OFC              | OFC              | 1                | 0                | 0         | 0         |

## タイトル

### クラブ
柏レイソルU-18
- 高円宮杯U-18サッカーリーグ プレミアリーグEAST : 2014

オークランド・シティFC
- ニュージーランド・フットボールチャンピオンシップ : 2014-15
- OFCチャンピオンズリーグ : 2014-15

### 代表
U-17 ニュージーランド代表
- OFC U-17選手権 : 2013

## 代表歴

### 出場大会
- U-17 ニュージーランド代表
  - 2013年 - FIFA U-17ワールドカップ
- U-20 ニュージーランド代表
  - 2014年 - パンダカップ[9]